# Hajk (scouterna)

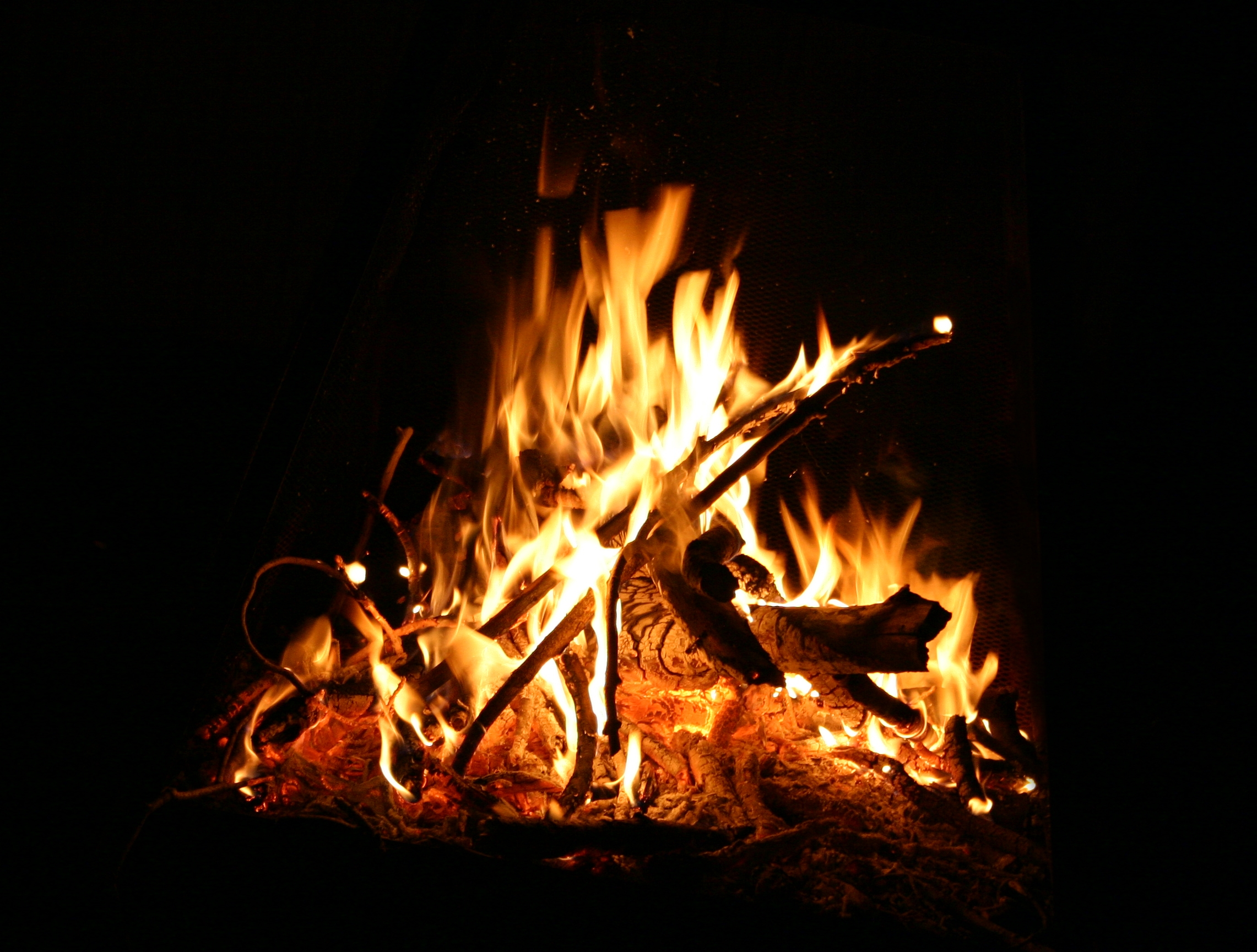
Lägerbål med tillhörande lägereld förekommer ibland på hajker.

Hajk är ett slags utflykt inom scoutrörelsen. En hajk innebär friluftsaktivitet med övernattning som oftast är under tämligen primitiva former. Ordet kommer från det engelska ordet hike som betyder vandring, men en hajk behöver inte innehålla vandring. Man kan förflytta sig med cykel, bil, kanot, skidor och så vidare eller vara på samma ställe hela tiden. En hajk är oftast kortare (1–3 dygn) och med lägre deltagarantal än scouternas läger.
En hajk behöver inte nödvändigtvis vara utomhus utan kan varieras i det oändliga. Hajker med någon form av tema är vanliga.
Exempel på detta är julhajk och filmhajk.